# Веселина Вачкова
Веселина Кирилова Вачкова е българска историчка и културоложка. Директорка на Историческия музей в гр. Перущица, експерт по Късна античност в Института за исторически изследвания при БАН и преподавателка по история и история на културата в НГДЕК „Св. Константин-Кирил Философ“ в София.
Преподавала е средновековна история в Националната художествена академия и в Нов български университет, София.

## Биография
Родена е на 11 април 1966 г. в София. Завършва НГДЕК „Св. Константин-Кирил Философ“ в София. Дипломира се в Софийския университет „Св. Климент Охридски“, магистърска степен, специалност „история“ и специализация по теория и история на културата, с втора специалност „френски език“.
През 1997 г. защитава докторска дисертация по история в СУ „Св. Климент Охридски“. От 1996 г. е преподавателка по история и история на културата в НГДЕК. През 1999 – 2000 прави следдокторска специализация в FMSH (Париж) със стипендия A. Mellon (New York). През 2003 и 2006 г. г. прави специализация с покана за изследователска работа в FMSH (Париж) със стипендия A. Mellon (New York). През 2009 г. прави научна специализация в NEC, Букурещ, по Програма „Европа“. През 2010 – 2011 г. печели независима изследователска стипендия в ЦАИ, София, по Програма Advanced Academia. От 2017 г. е директорка на Исторически музей в Перущица, а от 2018 г. е експерт по Късна античност в Института за исторически изследвания при БАН. Преподавала е още в Националната художествена академия и Нов български университет, София. 
Научните й интереси касаят конструирането на индивидуалните, локалните и народностните идентичности в епохата на Късната античност и Средновековието и тяхното влияние върху съвременните идентичности, степените на съвпадение между сведенията за миналото, съхранени в писмените и в художествените исторически паметници, дълбинните нива на симбиоза и отблъскване между средновековна България и Византия, историческите и историографски рамки на богомилската култура.
Има един син от историка Даниел Вачков - Христиан. 